# Robert Lemaignen
Robert Lemaignen (Blois, 15 de març del 1893 - París, 3 d'abril del 1980) fou un empresari francès que va esdevenir membre de la Comissió Hallstein I.
Després de titular-se a l'Acadèmia Militar de Saint-Cyr (1912) fou destinat a unitats de cavalleria, abans de passar el 1916 a l'arma d'aviació durant la primera Guerra Mundial. Fou citat a l'orde del dia quatre vegades i condecorat, i el 1917 passà per l'École de guerre de Senlis. En el període entre-guerres es dedicà al comerç colonial, tant en el vessant institucional com en el privat. A la segona Guerra Mundial va ser ajudant de camp del general comandant en cap de les forces aèries. En la postguerra ocupà càrrecs a l'ambaixada francesa a Roma i a l'École nationale de la France d'outre-mer.
Sense afiliació política, però ubicat en l'ala conservadora de la política francesa, l'any 1958 va ser nomenat primer Comissari Europeu de Desenvolupament de la nou-nada Comissió Hallstein I, càrrec que va exercir fins al 1962. En la formació de la segona Comissió Hallstein no repetí com a Comissari Europeu, sent substituït com a representant francès per Henri Rochereau.
Va ser distingit amb els títols de cavaller i oficial de la Legió d'Honor i rebé la Medalla de la Resistència. L'1 de desembre del 1950 va ser admès com a membre titular de la 3a. secció de l'Académie des sciences d'outre-mer.